# سیارک ۴۰۴۰۹
سیارک ۴۰۴۰۹ (به انگلیسی: 40409 Taichikato، نامگذاری:1999RS2) چهل هزار و چهارصد و نهمین سیارک کشف شده‌است که در ۶ سپتامبر ۱۹۹۹ کشف شد.